# Nedermaas
Het departement Nedermaas of departement (aan de) Beneden-Maas (Frans: le département de la Meuse-Inférieure) was een departement in de Nederlanden tijdens het Franse bewind. Het werd opgericht in 1795, met Maastricht als hoofdplaats. In 1815 onderging het departement enkele gebiedswijzigingen en werd het omgevormd tot de provincie Limburg (het tegenwoordige Belgisch-Limburg en Nederlands-Limburg).

## Oprichting
Door het verloop van de Eerste Coalitieoorlog kreeg de Eerste Franse Republiek de controle over de Oostenrijkse Nederlanden, het Maasland en de linker Rijnoever (oktober 1794). Voorlopig werden de grenzen van het ancien régime behouden, hoewel veel feodale gebieden opgedeeld of samengevoegd werden. Zodoende kwam men tot vijftien arrondissementen, letterlijk "afgeronde gehelen". De arrondissementen hebben niet lang bestaan. De plaatselijke bevolking verlangde inspraak, en ook in Frankrijk waren er voorstanders om de veroverde gebieden op te nemen als volwaardige onderdelen van de Republiek.
Naar het Franse voorbeeld werden de zeven arrondissementen in de Oostenrijkse Nederlanden omgevormd tot zeven departementen. Een achtste departement zou opgebouwd worden uit Luik, Maastricht, Hasselt, Roermond en Venlo. Luik en Maastricht wilden echter niet samen horen. Luik wenste geen uitbreiding in noordelijke richting, maar richting zijn hinterland langs de Vesder en de Amblève. Maastricht vreesde dat het economische overwicht van Luik haar eigen ontwikkeling zou afremmen. Bovendien zou het bestuur vanuit Luik aanvoelen als ver en verschillend bij de overwegend Limburgstalige bevolking.
De Franse overheid gaf gehoor aan de bezwaren; Luik en Maastricht werden afzonderlijke departementen. Op 31 augustus 1795 werden de "negen Belgische departementen" formeel opgericht. Op 1 oktober werden ze ook toegevoegd aan de Eerste Franse Republiek. De Franse grondwet van 1795 ging onmiddellijk van kracht, de inwoners werden Franse staatsburgers.

## Samenstelling
Bij de oprichting van het departement (augustus 1795) werden bewust geen gebiedsnamen uit het ancien régime genoemd. Wanneer men een vergelijking maakt met de toestand vóór oktober 1794, dan omvatte Nedermaas de volgende gebieden:
- Afkomstig uit Luikse bezittingen
  - De gedeelde rechten in Maastricht
  - Het graafschap Loon
  - Het graafschap Horn
  - De Luikse vrijdorpen
- Afkomstig uit de Republiek der Zeven Verenigde Nederlanden
  - De gedeelde rechten in Maastricht
  - Staats-Overmaas
  - Staats-Opper-Gelre
  - De elf banken van Sint-Servaas
  - De Redemptiedorpen
- Afkomstig uit de Oostenrijkse Nederlanden
  - Oostenrijks-Gelre
  - Het Oostenrijkse partage van de Landen van Overmaas, zoals vastgelegd in 1661 en in 1785
  - Lummen–Koersel, oorspronkelijk gedeeld Loons-Brabants
- Afkomstig uit het Heilige Roomse Rijk
  - Het abdijvorstendom Thorn
  - De zelfstandige heerlijkheden Kessenich, Stein, Wijlre en diverse anderen
  - De rijksgraafschappen Rekem, Gronsveld en Wittem

Het departement bezat drie exclaves in het naburige Roerdepartement: Venlo, Welz en Rurdorf. Luyksgestel was een exclave in de Bataafse Republiek, totdat het geruild werd tegen Lommel volgens het Verdrag van Fontainebleau (november 1807).

## Algemeen

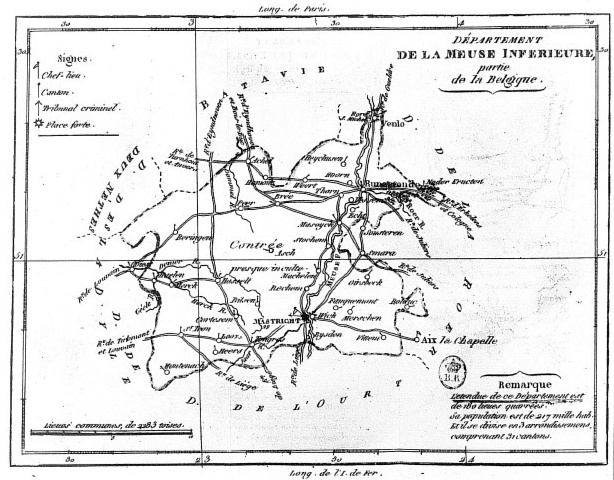
Kaart van de kantons, versterkte steden en hoofdwegen vóór 1802

In opdracht van het Ministerie van Binnenlandse Zaken verscheen in 1802 een uitgebreid verslag over Nedermaas. In het departement lagen toen 307 gemeenten, met een gezamenlijke oppervlakte van 3.925 km². Volgens de gemeentelijke volkstellingen woonden er 233.000 mensen, maar het werkelijke aantal werd geschat op 242.000 inwoners.
Op gerechtelijk vlak werden kantons ingesteld, elk voorzien van een vredegerecht. Aanvankelijk telde het departement 30 kantons en vredegerechten maar in 1802 werd dat aantal teruggebracht tot 23. Om in beroep te gaan tegen vonnissen, kon men zich wenden tot één van drie beroepshoven. Zij fungeerden ook als eerste rechtbank voor strafzaken.
Vanaf 1802 was Nedermaas ingedeeld als volgt:
- Het "eerste arrondissement municipal" had een beroepshof in Maastricht. Hiervan hingen 10 vredegerechten af: Bilzen, Gulpen, Heerlen, Maastricht-noord, Maastricht-zuid, Mechelen-aan-de-Maas, Meerssen, Oirsbeek, Rolduc en Tongeren. Onder deze vredegerechten vielen 138 gemeenten.
- Het "tweede arrondissement municipal" (beroepshof te Hasselt) had 6 vredegerechten: Beringen, Borgloon, Hasselt, Herk-de-Stad, Peer en Sint-Truiden. Onder deze vredegerechten vielen 102 gemeenten.
- Het "derde arrondissement municipal" (beroepshof te Roermond) had 7 vredegerechten: Achel, Bree, Cruchten, Maaseik, Roermond, Venlo en Weert. Onder deze vredegerechten vielen 67 gemeenten.

Nedermaas zag twee grote infrastructuurwerken. De tegenwoordige Brusselseweg (Maastricht), Rijksweg, Napoleonsbaan en Straelseweg werden aangelegd als onderdeel van de staatsbaan Parijs–Wezel. Er werd ook begonnen aan het Grand Canal du Nord, dat aan de grondslag ligt van de Zuid-Willemsvaart en de Noordervaart.

## Prefecten

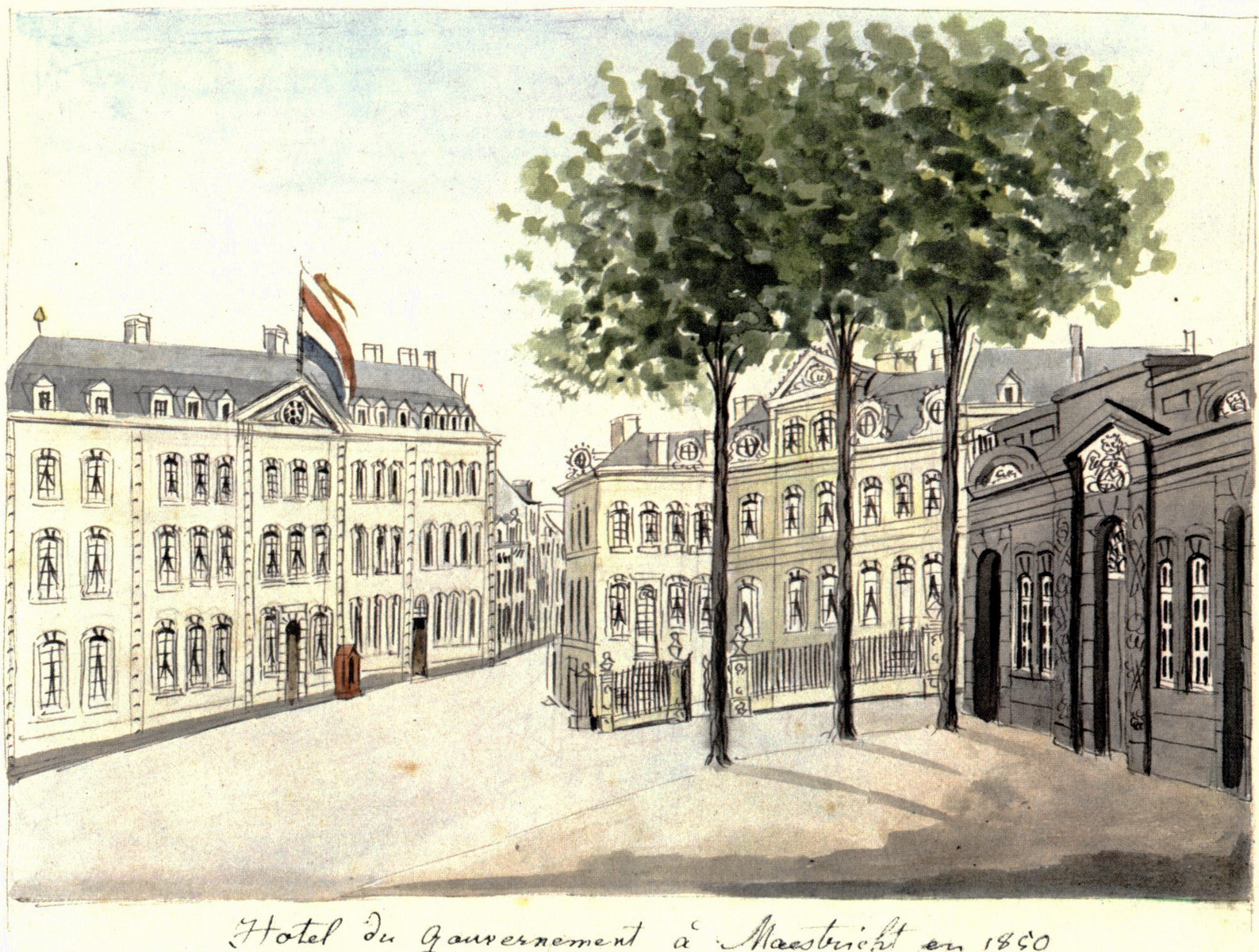
Het gebouw waarin de prefectuur gevestigd was, rond 1850 (Philippe van Gulpen)

De prefectuur werd ondergebracht in de voormalige residentie van de Staatse gouverneur van Maastricht, gelegen in de Bouillonstraat. Sinds 1935 staat op deze plek het Oud Gouvernement. Nedermaas kende drie prefecten:
1800–1801: Jean Henri Becays Ferrand
1801–1805: Pierre Loysel
1806–1814: Jean-Baptiste Roggieri

## Opheffing
Na de Zesde Coalitieoorlog werden alle door Frankrijk veroverde departementen onder voorlopig bestuur van generaal-gouvernementen geplaatst (1814). Het Congres van Wenen kende Nedermaas toe aan het Verenigd Koninkrijk der Nederlanden. Tegelijkertijd vonden enkele gebiedswissels plaats (zie Oprichting van het Verenigd Koninkrijk der Nederlanden). Tot slot ging Nedermaas samen met een deel van het voormalige Roerdepartement de basis vormen van een grote nieuwe provincie Limburg, die later gesplitst zou  worden in Belgisch- en Nederlands-Limburg.
Bouches-de-l'Escaut (1810) · Bouches-de-la-Meuse · Bouches-du-Rhin (1810) · Bouches-de-l'Yssel · Deux-Nèthes (1795) · Ems-Occidental · Frise · Meuse-Inférieure (1795) · Roër (1798) · Yssel-Supérieur · Zuyderzée
Deux-Nèthes · Dyle · Escaut · Forêts · Jemappes · Lys · Meuse-Inférieure · Ourthe · Sambre-et-Meuse